# 神田 (唐津市)
神田（こうだ）は、佐賀県唐津市の地名。

## 地形
唐津市の中心地に位置し南部と西部には丘陵地帯に位置する。西部の丘陵地帯は上場台地に位置する。北部・中部は唐津平野に属する。南北に町田川が流れる。

## 歴史
松浦党の豪族神田氏が治めていた地域。神田氏は唐津神社の寄進に貢献する。神田かぶかぶ獅子は唐津神社の青獅子のルーツでもある。
かつては神田村であったが1889年（明治22年）の近代市町村制の施行により唐津村神田になった。その後唐津町と合併。1932年（昭和7年）に市制になり唐津市神田になる。

## 地域
周辺は山に囲まれた地域でもともとは農業が盛んな地位であったが、戦後から宅地化が進み唐津市内屈指の住宅地でありかつては人口が最も多い地域であったが、現在は福岡都市圏へのベッドタウン化進む鏡地域に抜かれている。
住宅地でありながら国道204号神田バイパスが通ることからロードサイドの性格を持つ。

## 地区

### 構成する地域
- 内田
唐津南高等学校やスーパーモリナガがある。
- 長松
唐津市立長松小学校がある。
- 中村
平野部にある地域。最も人口が多い。
- 西浦
見借へ続く道。
- 上神田
平木場ダムがある。
- 風早
- 山口
- 陽光台
高台に作られた住宅地

### 隣接する地域
- 北
菜畑
熊原町
- 東
町田
旭ヶ丘
和多田
- 南
山田
千々賀
竹木場
- 西
見借
佐志

## 交通アクセス

### 道路
- 国道204号
- 国道382号
- 佐賀県道23号唐津呼子線
- 佐賀県道33号唐津肥前線
- 佐賀県道320号千々賀神田線
- 唐津市道10445和多田二タ子線
- 唐津市道10551唐津駅二タ子線

### 鉄道
最寄り駅：唐津駅（JR九州筑肥線・唐津線）

## 主な施設

### スーパー・店舗
- スーパーモリナガ唐津店
- ダイレックス唐津店
- ホームセンターユートク唐津店
- 明林堂書店唐津店

### 教育施設
- 佐賀県立唐津南高等学校
- 唐津市立長松小学校

### その他の施設
- 平木場ダム
- 神田野球場
- 唐津プレイボールスタジアム
- 長松公園
- 唐津ゴルフセンター